# 시간탐험대 다이노맨
《시간탐험대 다이노맨》은 (주)스튜디오버튼이 제작한 대한민국의 애니메이션으로, 2022년 10월 4일부터 2023년 3월 2일까지 MBC TV에서 매주 화요일 오전 11시 40분에 방영했고, 2부는 7월 20일부터 2024년 1월 4일까지 같은 채널에서 매주 목요일 오전 11시 40분에 방영했고 2025년 3월 23일부터 30일까지 다이노맨 동요송을 방영했다.

## 방송 일시
| 방송 채널 | 방송일                           | 방송 시간 |
| --------- | -------------------------------- | --------- |
| MBC TV    | 2022년 10월 4일 ~ 2023년 3월 2일 | 종료      |
| MBC TV    | 2023년 7월 20일 ~ 2024년 1월 4일 | 종료      |
| MBC TV    | 2025년 3월 23일 ~ 30일           | 종료      |

## 등장 인물
- 다이노맨
- 프테라맨
- 브론토맨
- 케라걸
- 트루 박사

## 목소리 출연
- 조현정: 다이노맨
- 김선혜: 프테라맨
- 신용우: 브론토맨
- 김새해: 케라걸
- 이장원: 트루 박사
- 조경아
- 석승훈

## 스태프
오프닝 크레딧
- 기획/제작: (주)스튜디오버튼, (주)미미월드
- 시나리오: 장혜정
- 아트디렉터: 이혜영
- 완구 디자인: 이정규
- 총괄 프로듀서: 서양원
- 감독: 김호락

엔딩 크레딧
- 기획: 최현종
- 책임 프로듀서: 이수인
- 조연출: 오승희
- 감독: 김호락
- 메인시나리오: 장혜정
- 시나리오: 엄윤성 (1~14화) → 김요일 (15~20화)
- 총괄프로듀서: 서양원
- 아트디렉터: 이혜영
- 프로덕션 디자인: 정다운, 채지윤
- 메인스토리보드: 구유연
- 스토리보드: 최지원
- 3D모델링: 김미나
- 리깅: 이권재
- 3D애니메이션: 표병곤
- 합성/편집: 유성종
- 가이드녹음: 최윤정
- 경영지원: 김도애
- 제작 투자: 로간벤쳐스(유), (주)미미월드
- 투자 총괄: 오상민, 이종열
- 제작지원: 광주정보문화산업진흥원
- 완구 총괄: 한승희
- 완구기획: 이정규
- 마케팅: 윤경란, 최창원, 장성현
- 제작협력: 긱스소프트
- 책임슈퍼바이저: 김동규
- 프로덕션매니져: 고규도
- 모델링 슈퍼바이저: Maxel Dominic C. Sical
- 애니메이션감독: Yong Dhyi Shyang
- 애니메이터: Tee Ay Ruenn, Wan Nur Farahiyah bt Abd Rashid, Saiful anuar bin isa
- 우리말제작: 토키미디어
- 연출: 박선영
- 녹음: 전예지, 이현민
- 사운드 슈퍼바이저: 이현민
- 더빙: 전예지, 이현민
- 믹싱: 이현민, 김하영, 전예지
- 음악: 허나윤
- 효과: 김하영, 김민주
- 기획: MBC
- 제작: BUTTON ANIMATION STUDIO
- 저작권: © 2022 ~ 2023 STUDIO BUTTON/MIMIWORLD All rights reserved.

## 주제곡
여는 곡 「출동! 다이노맨」
작곡: 이소영, 김현범/작사: 김호락/노래: 장예나, 이윤슬, 성주환

## 방영 목록
| 회차       | 주제                           | 방송 일자        |
| ---------- | ------------------------------ | ---------------- |
| 1화        | 스텔러바다소디익토돈           | 2022년 10월 4일  |
| 2화        | 쿠바소금강앵무매머드           | 2022년 10월 11일 |
| 3화        | 이크티오사우루스힐로노무스     | 2022년 10월 20일 |
| 4화        | 에피가울루스와이마누           | 2022년 10월 27일 |
| 5화        | 스밀로돈메이올라니아           | 2022년 11월 17일 |
| 6화        | 디메트로돈도도새 1             | 2022년 11월 24일 |
| 7화        | 도도새 2둔클레오스테우스       | 2022년 12월 1일  |
| 8화        | 파란영양괌큰박쥐               | 2022년 12월 9일  |
| 9화        | 프로콥토돈동굴곰               | 2022년 12월 15일 |
| 10화       | 큰바다쇠오리스테고사우루스     | 2022년 12월 22일 |
| 11화       | 동굴사자엘라스모테리움         | 2022년 12월 29일 |
| 12화       | 스토마토수쿠스마스토돈         | 2023년 1월 5일   |
| 13화       | 샤로빕테릭스오돈토켈리스       | 2023년 1월 12일  |
| 14화       | 마스토돈사우루스웃는올빼미     | 2023년 1월 19일  |
| 15화       | 글립토돈카메로케라스           | 2023년 1월 26일  |
| 16화       | 앤드류사쿠스모아               | 2023년 2월 2일   |
| 17화       | 아르겐타비스플라티벨로돈       | 2023년 2월 9일   |
| 18화       | 디플로카울루스코끼리새         | 2023년 2월 16일  |
| 19화       | 메가네우라콰가                 | 2023년 2월 23일  |
| 20화       | 시조새여행비둘기               | 2023년 3월 2일   |
| 21화       | 다이어울프메가케롭스           | 2023년 7월 20일  |
| 22화       | 브론토스콜피오자이언트펭귄     | 2023년 7월 27일  |
| 23화       | 바다늘보바베이도스라쿤         | 2023년 8월 3일   |
| 24화       | 아르시노이테리움메갈로돈       | 2023년 8월 17일  |
| 25화       | 기간토피테쿠스티타노보아       | 2023년 8월 31일  |
| 26화       | 파라케라테리움양쯔강돌고래     | 2023년 9월 7일   |
| 27화       | 황금두꺼비파라푸조시아         | 2023년 9월 14일  |
| 28화       | 하와이마모바버리사자           | 2023년 9월 21일  |
| 29화       | 아일루락토스카스토로이데스     | 2023년 10월 12일 |
| 30화       | 긴코가시두더지사르데냐우는토끼 | 2023년 10월 19일 |
| 31화       | 메가테리움벨렘나이트           | 2023년 10월 26일 |
| 32화       | 히아이노돈티타니스             | 2023년 11월 9일  |
| 33화       | 삼엽충큰뿔사슴                 | 2023년 11월 16일 |
| 34화       | 디프로토돈헬리코프리온         | 2023년 11월 23일 |
| 35화       | 마크라우케니아로키산메뚜기     | 2023년 11월 30일 |
| 36화       | 히스헨                         | 2023년 12월 7일  |
| 37화       | 스테타칸투스스텝들소           | 2023년 12월 14일 |
| 38화       | 흰부리딱따구리캐롤라이나앵무   | 2023년 12월 20일 |
| 39화       | 레이티아마치카네악어           | 2023년 12월 28일 |
| 최종화(40) | 잔지바르표범카리브해몽크물범   | 2024년 1월 4일   |

### 동요송
| 회차      | 주제 | 방송 일자       |
| --------- | --- | --------------- |
| 1화       | 꼭꼭 숨어라숲 속 작은 집 창가에퐁당퐁당 스피노사우루스공룡이름송공룡 트리케라톱스공룡나라에 가봐요공룡 3마리깜박깜박 신호등잘잘잘 숫자송치카치카송 | 2025년 3월 23일 |
| 최종화(2) | 씻고 오너라나는 주전자햄스터 6마리거미가 줄을 타고 내려옵니다자연을 지키자머리 어깨 무릎 발어디가 귀여울까포도가족룰루랄라꼭 안아주세요            | 2025년 3월 30일 |

## 결방 및 편성안내
- 2023년 2월 16일: 중계방송 방송기자클럽 초정 토론회 - 김진표 국회의장의 관계로 인해 오전 10시 45분으로 편성했다.
- 2023년 8월 10일: 태풍 카눈 뉴스특보의 관계로 인해 결방했다.
- 2023년 8월 24일: 후쿠시마 원전 오염수 방류 뉴스특보의 관계로 인해 결방했다.
- 2023년 9월 28일: 추석연휴 및 항저우 아시안 게임의 관계로 인해 결방했다.
- 2023년 10월 5일: 항저우 아시안 게임의 관계로 인해 결방했다.
- 2023년 10월 12일: 수요 드라마인 오늘도 사랑스럽개의 재방송으로 인해 오후 1시 40분으로 편성했다.
- 2023년 10월 26일: 항저우 장애인 아시안 게임의 관계로 인해 오전 10시 45분으로 편성했다.
- 2023년 11월 2일: 제2차 2023년 정당정책 토론회 관계로 인해 결방했다.
- 2023년 11월 16일: 2023년 아시아 프로야구 챔피언십(대한민국:호주, 도쿄) 관계로 인해 오전 11시 15분으로 편성했다.
- 2023년 12월 7일: MBC 이웃사랑 특별 생방송 모두의 나눔 관계로 인해 오후 1시 40분으로 편성했다.
- 2023년 12월 21일: 중계방송 국회 인사청문회 오영주 중소기업벤처부 장관 후보자의 관계로 인해 12월 20일 오후 1시 40분으로 편성했다.